# Klepci
Klepci (en serbe cyrillique : Клепци) est un village de Bosnie-Herzégovine. Il est situé dans la municipalité de Čapljina, dans le canton d'Herzégovine-Neretva et dans la fédération de Bosnie-et-Herzégovine. Selon les premiers résultats du recensement bosnien de 2013, il compte 166 habitants.

## Histoire
Le village abrite 2 ensembles inscrits sur la liste des monuments nationaux de Bosnie-Herzégovine : un pont du XVIe siècle sur la rivière Bregava et l'église de la Transfiguration qui remonte à la même époque et qui a été remaniée en 1857 ; à proximité de l'église l'école et le cimetière sont également classés.

## Démographie

### Évolution historique de la population
| 1948 | 1953 | 1961 | 1971 | 1981 | 1991 | 2013 |
| ---- | ---- | ---- | ---- | ---- | ---- | ---- |
| -    | -    | 322  | 353  | 412  | 417  | 166  |

|  |